# レージア
レージア（伊: Resia）は、イタリア共和国フリウリ＝ヴェネツィア・ジュリア州ウーディネ県にある、人口約900人の基礎自治体（コムーネ）。

## 名称
標準イタリア語以外では以下の名称を持つ。
- スロベニア語: Reśija

## 地理

### 位置・広がり

#### 隣接コムーネ
隣接するコムーネは以下の通り。括弧内のSLOはスロベニア領を示す。
- カポレット (Caporetto) (SLO)
- キウザフォルテ
- ルゼーヴェラ
- プレッツォ (Plezzo) (SLO)
- レジウッタ
- ヴェンゾーネ

### 気候分類・地震分類
レージアにおけるイタリアの気候分類 (it) および度日は、zona F, 3490 GGである。
また、イタリアの地震リスク階級 (it) では、zona 1 (sismicità alta) に分類される。

## 行政

### 分離集落
レージアには、以下の分離集落（フラツィオーネ）がある。
- Gniva (Njiva), Oseacco (Osoane), Prato (Ravanca) (sede comunale), San Giorgio (Bila), Stolvizza (Solbica), Uccea (Učja)

## 姉妹都市
- フリャジノ、ロシア